# Étrurie
 (mars 2019).
Si vous disposez d'ouvrages ou d'articles de référence ou si vous connaissez des sites web de qualité traitant du thème abordé ici, merci de compléter l'article en donnant les références utiles à sa vérifiabilité et en les liant à la section « Notes et références ».
L'Étrurie, généralement désignée dans les textes sources grecs et latins par le nom de Tyrrhenia (en grec : Τυρρηνία), était une région d'Italie centrale, territoire des Étrusques.
Elle correspond à l'actuelle Toscane, s'étendant durant la période de son expansion maximale au-delà de l'Apennin tosco-émilien jusqu’à la plaine du Pô et son embouchure, à Hadria, port antique qui donna son nom à la mer Adriatique. Au sud, le territoire étrusque s'étendait au-delà de Rome (comprise), jusqu’à Capoue.

## L'Étrurie avant les Étrusques: hydronomie et toponymie

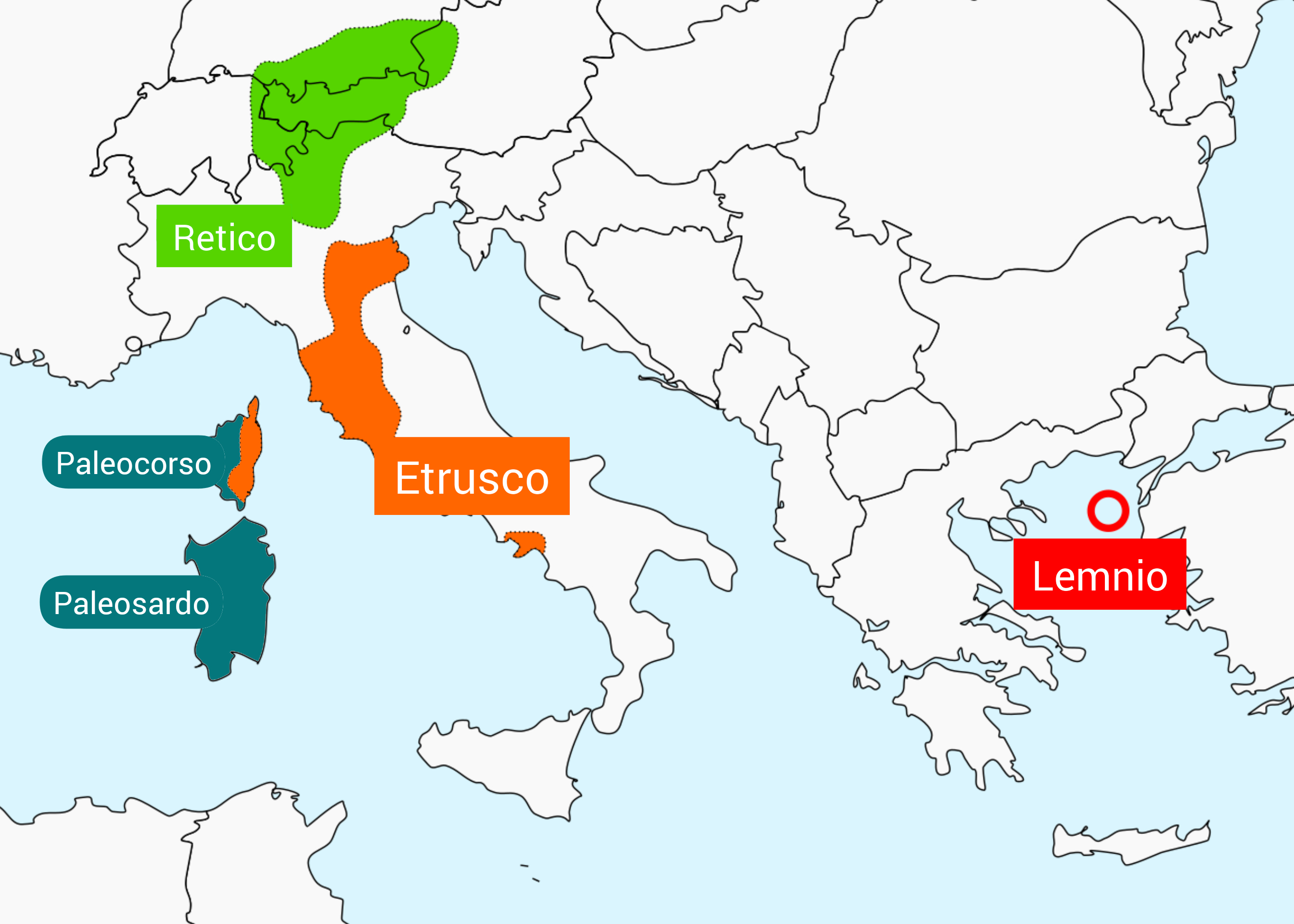
Aire linguistique regroupant la famille des langues nuragiques : paléosarde, paléocorse ; et la famille des langues tyrséniennes : étrusque, rhétique, lemnien, qui sont très proches sur le plan linguistique.

Le linguiste espagnol Francisco Villar a fait l'inventaire de l'ancienne toponymie et d'hydronymes de l'Étrurie. Celui-ci montre une proportion d'étymologies indo-européennes. Parmi ceux-ci : Albina, Alma, Alsium, Arnine, Arnos, Arnus, Aventia, Marta, Pallia, Umbro, Vetulonium, Volsinii. En outre, la majorité des hydronymes étruriens ont une étymologie indo-européenne non latine : Albina, Alma, Arnine, Arnos, Arnus, Auser, Aventia, Marta, Minio, Osa, Ossa, Pallia, Umbro… Enfin, très peu d'autres (Clusinus, Cremera, Lingeus, Trasumenus, Vesidia) pourraient prétendre à une étymologie étrusque, si seulement les spécialistes étaient capables de le faire.
Il en conclut que le territoire occupé par les Étrusques présente une situation hydro-toponymique similaire à celle du reste de l'Italie et de l'Europe occidentale : il présente une couche toponymique profonde de caractère indo-européen, à laquelle appartiennent la plupart des hydronymes attestés dans l'Antiquité et que cette ancienne toponymie existait avant l'époque où les Étrusques sont arrivés à cet endroit. Lorsque les Étrusques se sont installés, ils n'auraient pas eu la possibilité de donner des noms aux rivières, car ils les avaient déjà reçus d'un peuple précédent et se sont limités à les apprendre, en les adaptant à leur langue, puis les ont transmis finalement aux Romains. Lorsque ces derniers ont romanisé l’Étrurie, ils se seraient limités à incorporer ces noms et à les adapter au latin.

## Origine des Étrusques
La question de l'origine des Étrusques a fait l'objet de nombreuses controverses entre spécialistes,. La première est celle de l'historien grec Denys d'Halicarnasse pour qui il s'agirait d'autochtones. Toutefois, conformément à la tradition relatée par Hérodote, pour qui l'aristocratie des Étrusques serait d'origine lydienne, R. S. P. Beekes (en), après d'autres étruscologues, soutient une origine « orientale » des Étrusques, le territoire d'origine de ces populations se situant plus au nord de la Lydie classique. Il avance pour principaux arguments la stèle de Lemnos, qui serait rédigée en caractères de l'étrusque archaïque, l'indication d'Hérodote que les habitants de Plakiê et de Skylakê parlaient la même langue que les Étrusques, ou encore l'utilisation du terme de Tyrsēnoi pour les Étrusques et les peuples du nord-ouest de l'Asie mineure. D'un point de vue linguistique, le suffixe -ānos est reconnu depuis longtemps comme étant caractéristique des noms ethniques du nord-ouest de l’Asie mineure ; certains pensant qu'il est d'origine non grecque : Αβυδηνός, Ολυμπιηνός, Περγαμηνός, Αρδηνός. En ce qui concerne la langue, Steinbauer a fait observer que l'étrusque possède la plupart de ses connexions (emprunts) avec le lydien. Enfin, Tarchon, qu'Hérodote décrit comme le guide des Étrusques qui, à la suite d'une forte disette, les conduisit de Lydie en Étrurie, ne serait autre que le Tarhu, dieu de l'Orage et plus haut dieu des Louvites et des Hittites.

## Les cités
Une douzaine de cités confédérées, formant une nation, et correspondant à autant de Lucumonies formait la Ligue étrusque, basée sur la dodécapole : Véies, Cæré, Tarquinia, Vulci, Volsinii novi, Clusium, Pérouse, Cortona, Arretium, Volaterræ, Vetulonia, Rusellæ.
À chaque ville correspondaient autant de districts comprenant des cités plus petites, des bourgs et des villages. Chaque cité était administrée par un Lucumon, gouverneur issu de l'aristocratie. Cependant, il existait d'autres magistrats : le vocable zilath par exemple, apparaît à plusieurs reprises dans l'épigraphie et était relatif à une magistrature.
Les villes étrusques étaient nombreuses, les plus importantes étaient :
- au sud de la Toscane, Cæré, Tarquinii, Vulci, Veji, Volsinies, Populonia (la seule cité à être aussi un port) ;
- au centre, Clusium, Cortona, Arezzo, Pérouse, Rusellæ, Vetulonia ;
- au nord, Pisæ, Fiesole, Volterra ;
- et aussi, Volsinii.

Les premières villes étrusques ne présentaient pas de plan caractéristique, mais les villes plus tardives furent aménagées selon un plan orthogonal : deux axes, nord-sud (cardo) et est-ouest (decumanus) formant une intersection à partir de laquelle s'ordonnait la ville, dessinant des îlots affectés à des fonctions diverses (espace public, espace sacré, habitations). Adduction d'eau, égouts, chauffage « central », comptent parmi les inventions reprises ultérieurement par les Romains.

## Fonctionnement des cités
Ces cités furent d'abord gouvernées chacune par un roi, ensuite par une oligarchie, émanant des grandes familles de l'aristocratie. Ces villes se regroupaient parfois en confédérations ou en ligues de nature religieuse. En s'enrichissant avec le temps grâce aux produits agricoles des terres alentour, notamment le blé, et à un élevage florissant, à l'exploitation des mines et au commerce, les cités étrusques réussirent à s'affirmer rapidement. Le peuple étrusque connut une expansion entre le VIIe et le  Ve siècle av. J.-C. dans la plaine du Pô, au nord, où s'épanouirent les cités de Felsina (Bologne), et de l'actuelle Marzabotto, reliées à Spina, sur la mer Adriatique, cité recueillant l'influence du monde grec, et favorisant le lucratif commerce de l'ambre et de l'étain avec le nord, au sud, dans le Latium, et avec une forte présence en Campanie, en Corse enfin à Alalia (aujourd'hui Aléria). Sur mer en revanche, la concurrence avec les flottes carthaginoises et grecques fut serrée. Rome fut un domaine étrusque durant un siècle, et la dynastie des Tarquins, rois de provenance étrusque, reflète la supériorité et l'importance des cités étrusques méridionales, qui ont laissé d'ineffaçables traces dans la religion, les usages, les institutions et les édifices de Rome, largement confirmées par l'archéologie.
Selon l'historien romain Tite-Live, Lucumon fut d'ailleurs le prénom originel de Tarquin l'Ancien, le premier roi étrusque de Rome, prénom latinisé par la suite en Lucius.

## Gouvernement
Le centre religieux des Étrusques était à Voltumna, près de Volsinies. Après des fêtes et des jeux pariétrusques, les représentants de la dodécapole élisaient un magistrat fédéral (zilath meχl rasnal, sacerdos ou rex des Latins) qui avait un rôle religieux et sans doute économique, mais très peu politique.
Aux VIIe et VIe siècles av. J.-C., ces cités connurent un régime monarchique. Certains monarques (ou lucumon) paraissent légendaires (Mézence de Cæré, Properce de Véies ou Thybris), d’autres sont attestés par les textes et l’archéologie (les Tarquins, Servius Tullius, Mastarna de Rome, Porsenna de Clusium). Issu de l’aristocratie, leur pouvoir semble avoir été absolu, bien que surveillé par une oligarchie princière, et s’exerçait dans le domaine politique, religieux et militaire. D’abord élective, la royauté devint vite héréditaire par les femmes. Il n’y a aucune trace d’assemblée comparable au Sénat romain.
Entre la fin du VIe siècle et le milieu du Ve siècle, un régime républicain oligarchique basé sur la tyrannie s’instaura dans la plupart des cités étrusques où se développa une société quasi-égalitaire en une classe unique. Le pouvoir alla aux princeps (selon la transcription latine), oligarques exerçant des magistratures (zilath, purth, macstrevc). Les mêmes familles, rivales entre elles, exercèrent le pouvoir avec continuité.

## Économie

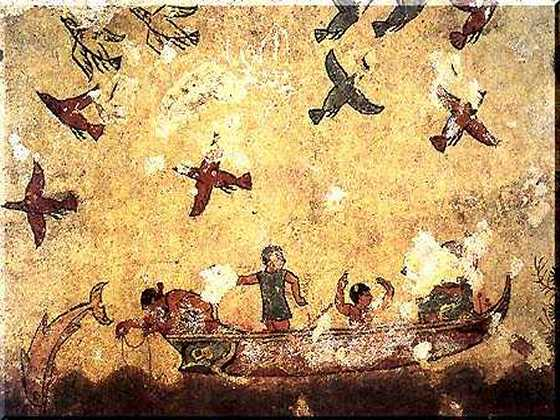
Tombe de la chasse et de la pêche, Tarquinia (détail).

La base de l’économie de l'Étrurie était constituée par l’agriculture, la pêche et la chasse mais aussi de la piraterie. Les gisements de cuivre, d’étain, de fer, de plomb argentifère furent exploités dès la période villanovienne et les minerais travaillés ou vendus. La pierre de construction utilisée le plus couramment fut le tuf volcanique.
L'Étrurie bénéficiait d'un atout considérable : les métaux qui étaient présents au nord-ouest de Rome (monts de la Tolfa) et surtout sur l’île d’Elbe (Aithaleia).

« Au-delà de la cité que les Tyrrhéniens nomment Populonia, il y a une île que l’on nomme Aithaleia. Elle se trouve à environ cent stades de la côte et doit son nom à la fumée (aithalos) qui stagne en nappe épaisse au-dessus d’elle. C’est que cette île contient un grand gisement de minerai de fer que les habitants extraient afin de le fondre et de le couler ; elle possède une grande quantité de ce minerai. Ceux qui travaillent le minerai creusent la roche et brûlent dans des fourneaux fort ingénieux les fragments de minerai qui ont été brisés ; dans ces fourneaux ils font fondre les morceaux au moyen d’un feu très violent et ils coulent le métal en gueuses de taille modérée qui ont un peu l’apparence de grosses éponges. Ces lingots sont achetés par des marchands qui payent en argent ou en nature et qui les transportent à Dicæarcheia (cité grecque près de Pouzolles) ou dans d’autres lieux de marché où d’autres marchands achètent ces cargaisons et, avec l’aide d’une multitude d’ouvriers forgerons qu’ils ont rassemblés, fabriquent des objets de fer de toutes sortes. »

— Diodore de Sicile, V, 13,1
La métallurgie suscita le développement du commerce au VIIe siècle. Les Étrusques exportèrent au moyen de leurs propres navires des objets en bronze (trompettes, rostres) de l’Espagne à Athènes, de Carthage à la Grande-Bretagne, au Danemark, à la Suède, et par le sud de la Gaule, à l’Allemagne du Sud et à la Bohême. Le commerce avec la Grèce fut le plus important (céramique attique contre blé de Grande-Grèce et métaux). La Gaule du Sud achetait du vin et des métaux et fournissait des peaux, des fourrures et de l'étain.
Toutes ces échanges favorisèrent aussi le déplacement des personnes, des techniques et le brassage ethnique : 

« Un homme de Corinthe nommé Démarate, de la famille des Bacchiades avait navigué vers l'Italie pour y faire commerce et il y avait conduit son navire de transport et ses propres marchandises. Après les avoir vendues dans les ports des cités étrusques qui étaient alors les plus florissants d'Italie, et s'étant procuré de notables bénéfices, il ne voulut plus toucher d'autres ports mais continua ses trafics dans les mêmes eaux transportant les marchandises étrusques chez les Grecs et les denrées grecques chez les Étrusques. De la sorte il s'enrichit beaucoup. Au moment de la révolution de Corinthe, quand le tyran Cypselos chassa les Bacchiades, estimant qu'en raison de ses richesses et de son appartenance à l'aristocratie il ne pouvait plus vivre en sûreté sous la tyrannie, il prit ce qu'il pouvait emporter de ses biens et quitta Corinthe par mer ; comme en raison de ses activités commerciales il avait de nombreux et excellents amis chez les Étrusques, et en particulier à Tarquinia, une cité qui alors était grande et florissante, il s'y installa et épousa une femme d'illustre famille. »

— Denys d'Halicarnasse, Annales romaines, III, 46
.

## Chronologie
- XIIIe siècle av. J.-C., arrivée légendaire des Lydiens en Étrurie, sous la conduite de Tyrrhenus
- XIIIe au Xe siècle av. J.-C., culture protovillanovienne
- Xe au VIIIe siècle av. J.-C., civilisation villanovienne
- VIIe siècle av. J.-C., culture orientalisante
- 616-578, règne mythique de Tarquin l'Ancien sur Rome
- 578-534, règne mythique de Servius Tullius
- 535, bataille d'Alalia, avec l'aide des Carthaginois contre les Grecs
- 509-506, expulsion des Tarquins de Rome, guerre entre le roi Porsenna de Clusium et Rome, défaite de Porsenna sur Aristodème de Cumes à Aricie
- 477, expédition de la gens romaine des Fabiens qui se fait anéantir par les Véiens
- 474, la défaite de Cumes face à Syracuse
- 428, guerre entre Rome et Véies dont le roi Lars Tolumnius est tué
- 415, alliance avec Athènes contre Syracuse
- 396, Véies est prise par les Romains
- 384, sac de Pyrgi par Denys l'Ancien
- 357-354, Rome attaque les Étrusques, siège de Sutri
- 310, les Étrusques s'associent aux Samnites contre Rome.
- 311, prise d'Arretium, capitale étrusque
- 308, la famille régnante étrusque des Tarquinia se soumet
- 302, victoire de Rome sur les Étrusques de Roselle
- 295, défaite de Sentinum face aux Romains
- 284, les Sénons battent les Romains à Arretium
- 280, prise de Vulci par les Romains
- 273, fondation de la colonie de Cosa près de Vulci
- 265-264, prise et destruction de Volsinies par les Romains
- 241, prise et destruction de Faléries
- 205, soutient l'armée romaine pour la deuxième guerre punique
- 196, révolte d'esclaves
- 186, répression du culte de Fufluns
- 183, fondation de Saturnia
- 181, fondation de Gravisca
- 90-88, la guerre sociale
- 82, Sylla confisque une partie du territoire de Clusium, Arretium, Fiesole et Volterra pour y installer des colonies de légionnaires vétérans
- 79, capitulation de Volterra
- 42, Pérouse qui abrite des partisans de Marc Antoine est détruite par Octave
- 40, l'Étrurie devient la VIIe région romaine